# サクモノ・ラグーン

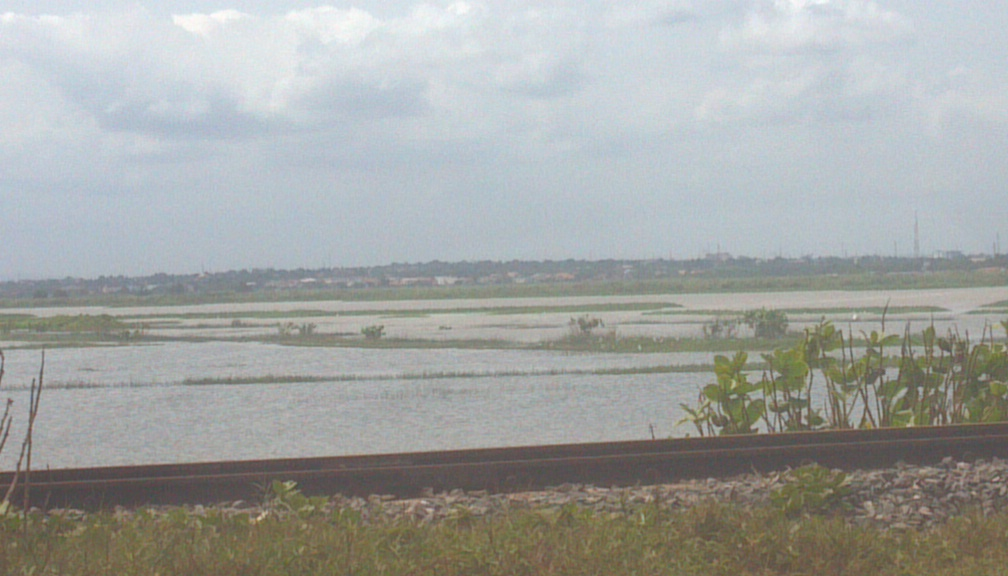
サクモノ・ラグーン

サクモノ・ラグーン（Sakumono Lagoon）は、西アフリカ・ガーナの大アクラ地域のテマ近くのサクモノの海岸にあるラグーンである。面積は1,340 ヘクタールである。1992年8月14日に国際的に重要なラムサール条約湿地として指定された。

## 物理的特徴
この場所は主に海岸の汽水ラグーンから構成されており、氾濫原、淡水湿地、サバナと砂丘に取り囲まれており、海へは狭い水路で繋がっている。

## 動物相
この場所には、希少で絶滅の危機に瀕している渡り鳥と魚類が生息している。具体的にはツルシギ、アオアシシギ、ニシツバメチドリ、ダイシャクシギ属、ヨーロッパトウネン、オグロシギ、セイタカシギ、コアジサシ、サンドイッチアジサシ、ブラックチンティラピアなどが挙げられる。